# Épithète spécifique

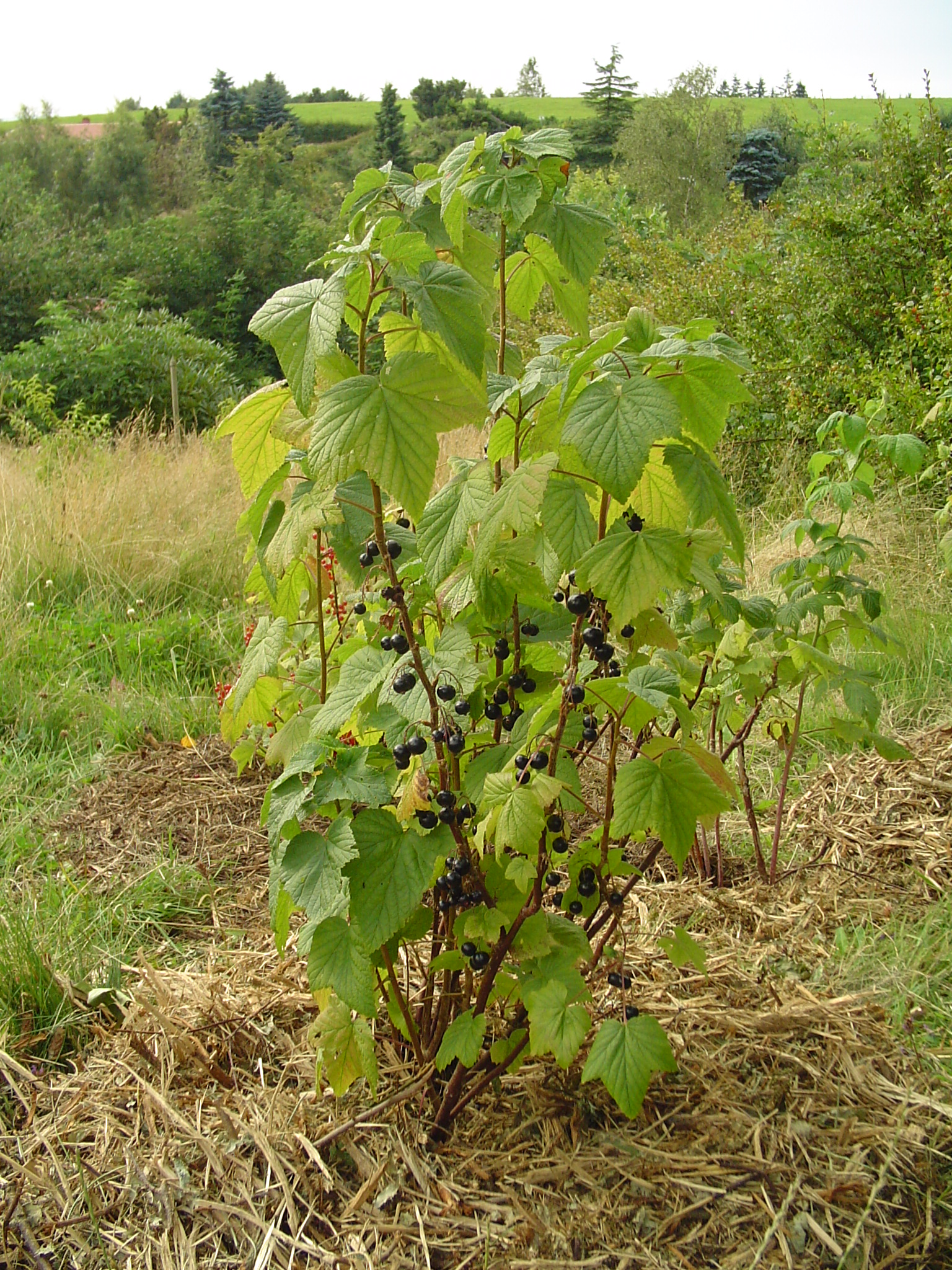
Cassissier (nom générique : Ribes, épithète spécifique : nigrum).

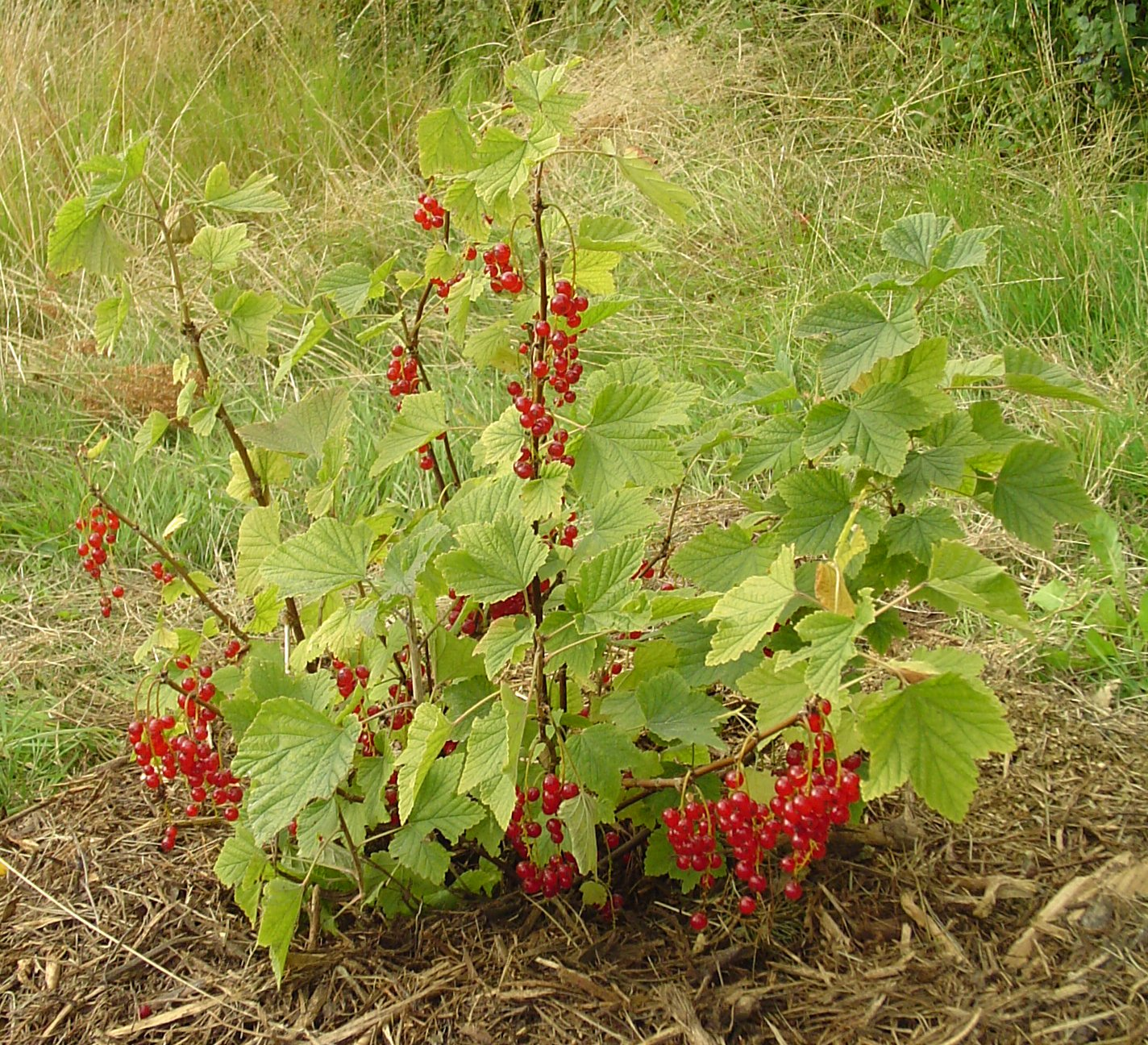
Groseillier à grappes (même nom générique : Ribes, épithète spécifique différente : rubrum).

L'épithète spécifique, parfois appelée nom spécifique, est le second terme du nom binominal (ou binôme linnéen), qui est le nom scientifique d'une espèce biologique, le premier terme étant le nom du genre (ou nom générique).

## Nomenclature binominale
Le nom scientifique d'une espèce est composé de deux termes : le premier est le nom du genre (ou nom générique), le second est l'épithète spécifique.
Le nom générique seul désigne l'ensemble des espèces appartenant à ce genre. En revanche, l'épithète spécifique utilisée seule ne désigne pas un taxon, la même épithète spécifique pouvant être attribuée à plusieurs espèces distinctes appartenant à des genres différents, des familles différentes, voire des règnes différents. Par exemple l'épithète pubescens (participe présent latin signifiant « pubescent, poilu ») est attribuée à des arbres (Betula pubescens, Quercus pubescens, etc.), des plantes herbacées (Lavandula pubescens, Sinapis pubescens, etc.), un champignon (Conocybe pubescens), un oiseau (Picoides pubescens), un serpent (Bothrops pubescens), des insectes (Forficula pubescens, Ophonus pubescens, etc.) et des araignées (Attulus pubescens, Neozimiris pubescens).
Une fois attribuée, l'épithète spécifique d'une espèce ne peut pas être modifiée, même au motif qu'elle indique un caractère erroné. Par exemple : 
- Carex diandra (du grec δι / di-, « deux » et ἀνδρός / andros, « homme ») a trois étamines et non deux ;
- Petasites hybridus n'est pas un hybride ;
- Sibthorpia africana (sv) n'est présente qu'aux Baléares[1] ;
- Posidonia oceanica est endémique de la mer Méditerranée, totalement absente de l'Océan Atlantique pourtant très proche ;
- Arvicola amphibius désigne le Campagnol terrestre et non le Campagnol amphibie (Arvicola sapidus).

Quand une espèce est transférée dans un autre genre, son épithète spécifique est conservée, même si elle repose sur un caractère équivoque ou sur une erreur. Ce n'est que si une autre espèce de ce genre possède déjà cette épithète, qu'une nouvelle épithète doit être attribuée à l'espèce transférée.

## Syntaxe et typographie

### Syntaxe
L'épithète spécifique est un mot du latin scientifique, et obéit donc à la syntaxe du latin. Ce peut être un adjectif au nominatif singulier (masculin, féminin ou neutre), le participe (présent ou passé) d'un verbe, le génitif (singulier ou pluriel) d'un nom commun ou propre, ou encore un nom — parfois une expression — en apposition (au nominatif singulier). Quand c'est un adjectif ou un participe passé, il s'accorde en genre (grammatical) à celui du nom du genre (biologique) qu'il qualifie.
Exemples grammaticaux :
- adjectif masculin, féminin ou neutre :
  - albus (masculin), alba (féminin), album (neutre), « blanc, blanche »,
  - niger (masculin), nigra (féminin), nigrum (neutre), « noir, noire »,
  - australis (masculin ou féminin), australe (neutre), « austral, australe »,
  - caerulescens (masculin, féminin ou neutre), « bleu-vert, bleu sombre » ;
- participe présent ou passé :
  - canescens, « blanchissant, grisonnant »,
  - erectus (masculin), erecta (féminin), erectum (neutre), « érigé, érigée » ;
- génitif singulier ou pluriel :
  - coli, « du côlon »,
  - canis, « du chien »,
  - avenae, « de l'avoine »,
  - linnaei, « de Linnaeus » (nom latinisé de Carl von Linné),
  - palmarum, « des palmiers » ;
- nom ou expression en apposition :
  - gigas, « Géant » (divinité chthonienne de la mythologie grecque),
  - auricula-judae, « oreille de Judas ».

Le mot servant d'épithète spécifique (adjectif, verbe ou nom) peut être un mot du latin classique ou (plus rarement) du latin médiéval, ou bien un mot inventé (en général par le naturaliste qui a le premier décrit l'espèce en question) sur la base d'un mot d'une autre langue que le latin (vivante ou morte) ou d'un nom propre postérieur à l'Antiquité romaine. Quelle que soit son origine, l'épithète spécifique respecte toujours la syntaxe latine.
Exemple :
- l'épithète spécifique de l'espèce Scaptia beyonceae signifie « de Beyoncé » : le nom propre Beyoncé (celui d'une chanteuse américaine) a été latinisé en Beyoncea, dont le génitif Beyonceae (« de Beyoncea ») est finalement employé en italique et sans majuscule initiale.

Quand une espèce initialement attribuée à un certain genre est par la suite reversée dans un autre, son épithète spécifique est en principe conservée mais son genre grammatical est modifié si nécessaire.
Exemple :
- La fourmi fossile Titanomyrma gigantea avait d'abord été attribuée au genre Formicium sous le nom Formicium giganteum (protonyme) : lors de son changement de genre biologique son épithète spécifique est passée du neutre au féminin.

### Typographie
L'épithète spécifique ne prend pas de majuscule et s'écrit donc entièrement en minuscules, contrairement au nom de genre qui s'écrit avec une majuscule initiale. Les deux termes s'écrivent en italique, sans accents car ils sont considérés comme appartenant au latin, même quand ils sont formés à partir d'un mot tiré d'une autre langue. Dans le cas d'une espèce hybride entre deux espèces d'un même genre, l'épithète spécifique est précédée du symbole multiplié « × », accolé à l'épithète ou séparé par une espace, au choix du rédacteur[réf. nécessaire]. Ce symbole peut être remplacé par la lettre « x », qui ne se met pas en italique et est toujours séparée de l'épithète par une espace. Quand l'épithète spécifique n'est pas connue ou n'a pas besoin d'être mentionnée, elle est remplacée par l'abréviation « sp. » (pour le mot latin species, « espèce »), écrite en caractères droits.
Exemples :
- une espèce précise : Olea europaea ;
- un hybride : Fragaria ×ananassa ou Fragaria x ananassa ;
- une espèce quelconque d'un genre connu : Rosa sp.

## Étymologie
L'épithète est formée le plus souvent à partir :
- d'une localisation géographique (ex. l'espèce Phyllomys brasiliensis ainsi qualifiée par référence à son endémisme du Brésil) ou d'un habitat (ex. Senecio sylvaticus, le Séneçon des bois) ;
- d'une caractéristique morphologique (ex. Phyllomys nigrispinus qui fait allusion aux épines de couleur noire de ce rat épineux) ou organoleptique (ex. Ferula foetida dont l'épithète évoque l'odeur nauséabonde de la gomme qui en est extraite) ;
- ou d'un nom propre en hommage à une personnalité (ex. Phyllomys thomasi nommé ainsi comme de nombreuses autres espèces en hommage à Michael Rogers Oldfield Thomas).

Dans le dernier cas, le nom propre adjectivé peut être latinisé et décliné sous différentes formes (lawalreana, lawalreanum, lawalreanus, lawalreeana, lawalreeanum, lawalreeanus et lawalrei sont toutes des épithètes qui évoquent André Lawalrée) ou traduit en latin (Coffea leonimontana est nommé en hommage au botaniste néerlandais A.J.M. Leeuwenberg).
Mais certaines épithètes sont parfois plus fantaisistes comme celle de Vini vidivici qui fait allusion à l'expression latine « Veni, vidi, vici » ou de Nessiteras rhombopteryx, nom scientifique donné au Monstre du Loch Ness, qui signifie « merveille du Ness à la nageoire en forme de diamant » tout en étant en anglais l'anagramme de « Monster hoax by Sir Peter S », ou encore Dicoma anmadochrissa, une astéracée dont André Lawalrée (en) a créé l'épithète spécifique en combinant les premières syllabes des prénoms de son épouse et de ses enfants (Anne, Marie, Dominique, Christian et Sabine). Aha ha, une espèce de guêpe australienne, a été nommée par l'entomologiste américain Arnold Menke en 1977 comme une plaisanterie, évoquant son exclamation à la réception des spécimens
et le nom d'Euglossa bazinga (en), une espèce d'abeilles, fait allusion à une expression typique de Sheldon Cooper, un personnage de la série télévisée The Big Bang Theory, lorsqu'il fait une blague.

### En botanique
Conformément au CINB, l'épithète spécifique peut être un adjectif s'accordant avec le genre grammatical (masculin, féminin ou neutre) du nom générique, un nom au génitif (notamment dans le cas d'espèces parasites, par exemple Orobanche teucrii) ou un attribut (un mot en apposition), ou plusieurs mots.
D'après la traduction française du code de nomenclature botanique, les termes « nom spécifique »  ou « nom d'espèce », parfois utilisés pour « épithète spécifique », désignent le binôme linnéen.

## Tautonymes
En zoologie, l'épithète de l'espèce type peut répéter le terme choisi pour le genre (ex. Pica pica, Alces alces ou Sphyraena sphyraena) — on parle dans ce cas de tautonyme.
En botanique ce n'est théoriquement pas admis, mais sont acceptés des noms binominaux dont les deux termes représentent des variantes orthographiques Ziziphus zizyphus, Cuminum cyminum. Quand la tomate, décrite à l'origine sous le basionyme Solanum lycopersicum, a été momentanément transférée par Gustav Hermann Karsten dans le genre Lycopersicon, Philip Miller a remplacé l'épithète lycopersicum par esculentum en reprenant la première combinaison valide dans le genre Solanum.